# Berrien Springs
Berrien Springs is een plaats (village) in de Amerikaanse staat Michigan, en valt bestuurlijk gezien onder Berrien County.

## Demografie
Bij de volkstelling in 2000 werd het aantal inwoners vastgesteld op 1862.
In 2006 is het aantal inwoners door het United States Census Bureau geschat op 1961, een stijging van 99 (5,3%).

## Geografie
Volgens het United States Census Bureau beslaat de plaats een oppervlakte van
2,5 km², waarvan 2,3 km² land en 0,2 km² water. Berrien Springs ligt op ongeveer 234 m boven zeeniveau.

## Plaatsen in de nabije omgeving
De onderstaande figuur toont nabijgelegen plaatsen in een straal van 20 km rond Berrien Springs.

## Bekende inwoners
Muhammad Ali, voormalig profbokser.